# Квитянская культура
Квитя́нская культура — археологическая культура эпохи среднего энеолита, распространённая на Левобережной Украине в лесостепях на севере Запорожья между притоками Днепра Самары и Орели. Ю. Я. Рассамакин датирует культуру временем 3800/3700—3500/3400 лет до н. э. и синхронизирует её с Трипольем этапа CII (возможно заходя в этап CI и даже BII).
Название культура получила по погребению в балке Квитяной близ села Фёдоровка на правом берегу Днепра севернее Запорожья. В 1951 году погребение было обследовано А. В. Бодянским. В 1987 году О. Г. Шапошникова предложила выделить в развитии среднестоговских памятников три периода: 1-й (ранний) — Квитянский период (синхронен Хвалынской культуре и концу раннего трипольского этапа A); 2-й (средний) — Стоговский период (синхронен Триполью этапов BI, BII); 3-й (поздний) — Дереивский период (синхронен Триполью этапов CI, CII).
Преобладающей точкой зрения исследователей является мнение о принадлежности памятников типа квитянских (более древних) и дереивских к одной культуре, но к её разным хронологическим периодам. Вторая точка зрения: квитянские и дереивские памятники принадлежат разным культурам, но одного периода. Третья точка зрения: квитянские и дереивские памятники синхронны и входят в одну Дереивскую культуру.
Квитянская культура распространилась в обе стороны от основной территории расселения — в степи до низовий Дона и Дуная, но там квитянцы существовали малочисленными группами в окружении местного и нижнемихайловского населения этого времени.